# Pemptolasius
Pemptolasius is een kevergeslacht uit de familie van de boktorren (Cerambycidae). De wetenschappelijke naam van het geslacht werd voor het eerst geldig gepubliceerd in 1890 door Gahan.

## Soorten
Pemptolasius is monotypisch en omvat slechts de volgende soort:
- Pemptolasius humeralis Gahan, 1890